# Savona (Nova York)
Savona és una població dels Estats Units a l'estat de Nova York. Segons el cens del 2000 tenia 822 habitants.

## Demografia
Segons el cens del 2000, Savona tenia 822 habitants, 317 habitatges, i 230 famílies. La densitat de població era de 302,3 habitants per km².
Dels 317 habitatges en un 36% hi vivien nens de menys de 18 anys, en un 47,9% hi vivien parelles casades, en un 16,1% dones solteres, i en un 27,4% no eren unitats familiars. En el 23% dels habitatges hi vivien persones soles el 10,1% de les quals corresponia a persones de 65 anys o més que vivien soles. El nombre mitjà de persones vivint en cada habitatge era de 2,59 i el nombre mitjà de persones que vivien en cada família era de 2,97.
Per edats la població es repartia de la següent manera: un 27,5% tenia menys de 18 anys, un 8,9% entre 18 i 24, un 28,1% entre 25 i 44, un 25,3% de 45 a 60 i un 10,2% 65 anys o més.
L'edat mediana era de 35 anys. Per cada 100 dones de 18 o més anys hi havia 89,2 homes.
La renda mediana per habitatge era de 33.182 $ i la renda mediana per família de 39.018 $. Els homes tenien una renda mediana de 30.893 $ mentre que les dones 20.156 $. La renda per capita de la població era de 15.194 $. Entorn del 10,5% de les famílies i el 13,9% de la població estaven per davall del llindar de pobresa.